# La Celle (Allier)
La Celle is een gemeente in het Franse departement Allier in de regio Auvergne-Rhône-Alpes en maakt deel uit van het arrondissement Montluçon. De gemeente telde 400 inwoners op 1 januari 2022.

## Geschiedenis
De kerk Saint-Patrocle werd gebouwd aan het einde van de 11e of het begin van de 12e eeuw. Het schip is laat-romaans. De achthoekige kerktoren en de apsis zijn beschermd als historisch monument.
De gemeente maakte voor 2015 deel uit van het kanton Marcillat-en-Combraille tot het op 22 maart 2015 werd opgeheven en de gemeenten werden opgenomen in het kanton Montluçon-3.

## Geografie
De oppervlakte van La Celle bedraagt 31,2 vierkante kilometer; Op 1 januari 2022 was de bevolkingsdichtheid 12,8 inwoners per km².
De onderstaande kaart toont de ligging van La Celle met de belangrijkste infrastructuur en aangrenzende gemeenten.

## Demografie
Onderstaande figuur toont het verloop van het inwonertal.
Vanwege een beveiligingsprobleem met de MediaWiki Graph-software is het momenteel niet mogelijk deze grafiek weer te geven. Zodra de software is bijgewerkt zal de grafiek vanzelf weer zichtbaar worden.

## Geboren
- Hippolyte Aucouturier (1876-1944), wielrenner